# Burg Gutenfels
Die Burg Gutenfels ist eine Spornburg auf einem 200 m ü. NHN hohen Felssporn 110 Meter über der Stadt Kaub im UNESCO-Welterbe Oberes Mittelrheintal in Rheinland-Pfalz. Sie ist ein selten gut erhaltenes Beispiel des staufischen Burgenbaus.

## Geschichte
Die Burg Gutenfels wurde als Burg Kaub (Cube) ab 1220 vielleicht noch im Auftrag des Reiches erbaut. Bereits 1252 wurde sie durch Wilhelm von Holland erfolglos belagert. 1277 übertrugen die Herren von Falkenstein Burg und Stadt Kaub dem Pfalzgrafen zu Lehen. Bis 1289 verkauften sie ihre Besitzungen in und um Kaub mit der Burg an Pfalzgraf Ludwig.
Im 14. Jahrhundert wurde die Ringmauer errichtet und die Angriffsseite mit einem Zwinger versehen. Zur gleichen Zeit wurde das Plateau der westlichen Vorburg gebaut.
Nachdem der Landgraf Wilhelm von Hessen die Burg 1504 39 Tage erfolglos belagert hatte, taufte der Kurfürst Ludwig der Friedfertige von der Pfalz sie auf den Namen Gutenfels um. Er ließ sie 1508 wiederherstellen und ausbauen (südlicher Zwinger). Es gibt Vermutungen, die die Schanze Weisel in Verbindung mit dieser Belagerung bringen.
Aus der Zeit des Dreißigjährigen Kriegs stammt das im Westen vorgelagerte, unterkellerte Rondell. In dieser Zeit wurde die Burg mehrfach erobert, zuletzt 1647 durch hessen-kasselsche Truppen.
1793 kampflos an die Franzosen übergeben, war sie bis 1804 Quartier einer Invalidenbesatzung. 1806 ging sie an das Herzogtum Nassau über und wurde 1807 auf Abbruch versteigert.
Nachdem 1833 Friedrich Gustav Habel die Ruine gekauft und vor dem weiteren Verfall gerettet hatte, wurde sie im Zuge der Burgenrenaissance in den Jahren 1889–1892 nach Plänen des Kölner Architekten Gustav Walter, der sie 1888 von Habel erworben hatte, wiederaufgebaut, wobei die ursprüngliche Bausubstanz und der Ruinencharakter weitgehend erhalten blieben. 1909 besaß sie Herzog Heinrich Borwin zu Mecklenburg, ab 1911 der Industrielle und Privatier Josef Massenez, ab 1935 der Fabrikant Georg Edel zu Schüttorf, ab 1952 der Bergrat a. D. Werner Dubusque, der sie renovieren ließ, seit 1959 die Rei-Werke Boppard.
Zum 31. Dezember 2006 ging die Burg in Privatbesitz über und wurde aufwendig renoviert. Bis zu diesem Zeitpunkt wurde die Burganlage als Hotel genutzt.
Die lange brachgefallenen Weinbergsterrassen am Fuße der Burg wurden seit 2008 wieder instand gesetzt und neu mit Reben bepflanzt. Sie sind dem Weinbaugebiet Mittelrhein zugehörig.
Ab März 2022 wurde erneut eine Änderung der Nutzung ohne Wechsel des Besitzers vorgenommen, es befindet sich wieder ein Hotelbetrieb auf der Burg Gutenfels. Die Burg ist damit zumindest für Hotelgäste öffentlich zugänglich.

## Anlage
Bei der Burg handelt es sich um eine guterhaltene Frontturmburg mit 35 Meter hohen quadratischen Bergfried und einem etwa 22 mal 8 Meter großen dreigeschossigen Wohnbau. Die etwa 21,60 mal 21,10 Meter große Kernburg war durch die Vorburg, eine Zwingeranlage und eine Ringmauer geschützt.